# 特丽·凯特
特丽·凯特（英語：Terri Cater，1956年9月25日—），澳大利亚女子田径运动员。她曾代表澳大利亚参加1974年英联邦运动会田径比赛，获得女子4×400米接力银牌和女子800米第四名。